# Dasyprocta iacki
L'aguti del Pernambuco (Dasyprocta iacki Feijó e Langguth, 2013) è un roditore originario della regione orientale dell'America del Sud, presente solamente nelle regioni costiere degli stati di Paraíba e Pernambuco in Brasile.

## Descrizione
L'aguti del Pernambuco presenta una lunghezza testa-corpo di circa 44,5-50,5 centimetri e un peso che oscilla tra i 2,3 e i 3,8 chilogrammi. L'orecchio misura 30-43 millimetri e il piede posteriore 86-117 millimetri. La colorazione generale del dorso è del caratteristico grigio-rossastro proprio di questi animali (tanto da essere noto come color «aguti») con una striscia centrale sul groppone di colore marrone scuro, ampia ma poco appariscente. La parte posteriore della testa è marrone con screziature giallo-arancio, le guance sono di un bruno-arancio più chiaro. La parte inferiore della nuca è giallastra con una striscia bianca.

## Distribuzione e habitat
L'areale dell'aguti dell'Orinoco è limitato a una piccola zona dell'America del Sud orientale, nella regione costiera degli stati di Paraíba e Pernambuco in Brasile.

## Biologia
L'aguti del Pernambuco vive nelle aree boschive costiere del suo areale. Non abbiamo informazioni sulle sue abitudini. Come le altre specie del suo genere, è erbivoro e probabilmente si nutre principalmente di frutta, semi e noci.

## Tassonomia
Su Handbook of the Mammals of the World del 2016 l'aguti del Pernambuco viene classificato come una specie distinta all'interno del genere degli aguti (Dasyprocta), che consiste di più di dieci specie riconosciute. Esso è stato descritto per la prima volta dagli zoologi Alfredo Feijó e Alfredo Ricardo Langguth Bonino nel 2013 a partire da esemplari provenienti dalla località di Guaribas, alla periferia della città di Mamanguape. Secondo gli autori, questa specie era già stata avvistata da Gilson Evaristo Iack-Ximenes nel 1999, che però ritenne di aver osservato un aguti dorato (Dasyprocta leporina).
Non ne vengono riconosciute sottospecie.

## Conservazione
A causa della scarsità di informazioni, l'Unione internazionale per la conservazione della natura (IUCN) non ha ancora classificato l'aguti del Pernambuco in una categoria, e sulla Lista Rossa figura come specie con «dati insufficienti» (Data Deficient).